# Колпино (Невельський район)
Колпино (рос. Колпино) — присілок в Невельському районі Псковської області Російської Федерації.
Населення становить 29 осіб. Входить до складу муніципального утворення Івановська волость.

## Історія
Від 2015 року входить до складу муніципального утворення Івановська волость.

## Населення
| 2001 | 2002 | 2010 |
| ---- | ---- | ---- |
| 32   | ↗33  | ↘29  |